# In Concert
In Concert je dvostuki live album The Rolling Stonesa, izdan 1982. godine. Sastoji se od dva koncertna albuma snimljena za izdavačku kuću Decca, Got Live if You Want It! i Get Yer Ya-Ya's Out! The Rolling Stones in Concert

## Popis pjesama

### Disk 1
1. Under My Thumb 2:21
2. Get Off Of My Cloud 2:45
3. Lady Jane 3:00
4. Not Fade Away 1:55
5. Ive Been Loving You Too Long 2:50
6. Fortune Teller 2:10
7. The Last Time 3:05
8. 19th Nervous Breakdown 3:25
9. Time Is On My Side 2:45
10. Im Alright 2:15
11. Have You Seen Your Mother Baby Standing In The Shadow? 2:15
12. (I Cant Get No) Satisfaction 3:40

### Disk 2
1. Jumpin Jack Flash 3:13
2. Carol 3:35
3. Stray Cat Blues 3:35
4. Love In Vain 4:50
5. Midnight Rambler 8:32
6. Sympathy For The Devil 5:45
7. Live With Me 2:58
8. Little Queenie 4:10
9. Honky Tonk Women 3:00
10. Street Fighting Man 3:47

## Top ljestvice

### Album
| Godina | Ljestvica         | Pozicija |
| ------ | ----------------- | -------- |
| 1982.  | UK Top 100 Albuma | #94      |